# 山桂花粉蝨
山桂花粉蝨（学名：Asialeyrodes maesae）为粉蝨科亞洲粉蝨屬下的一个种。